# Gyöngyi Gaál

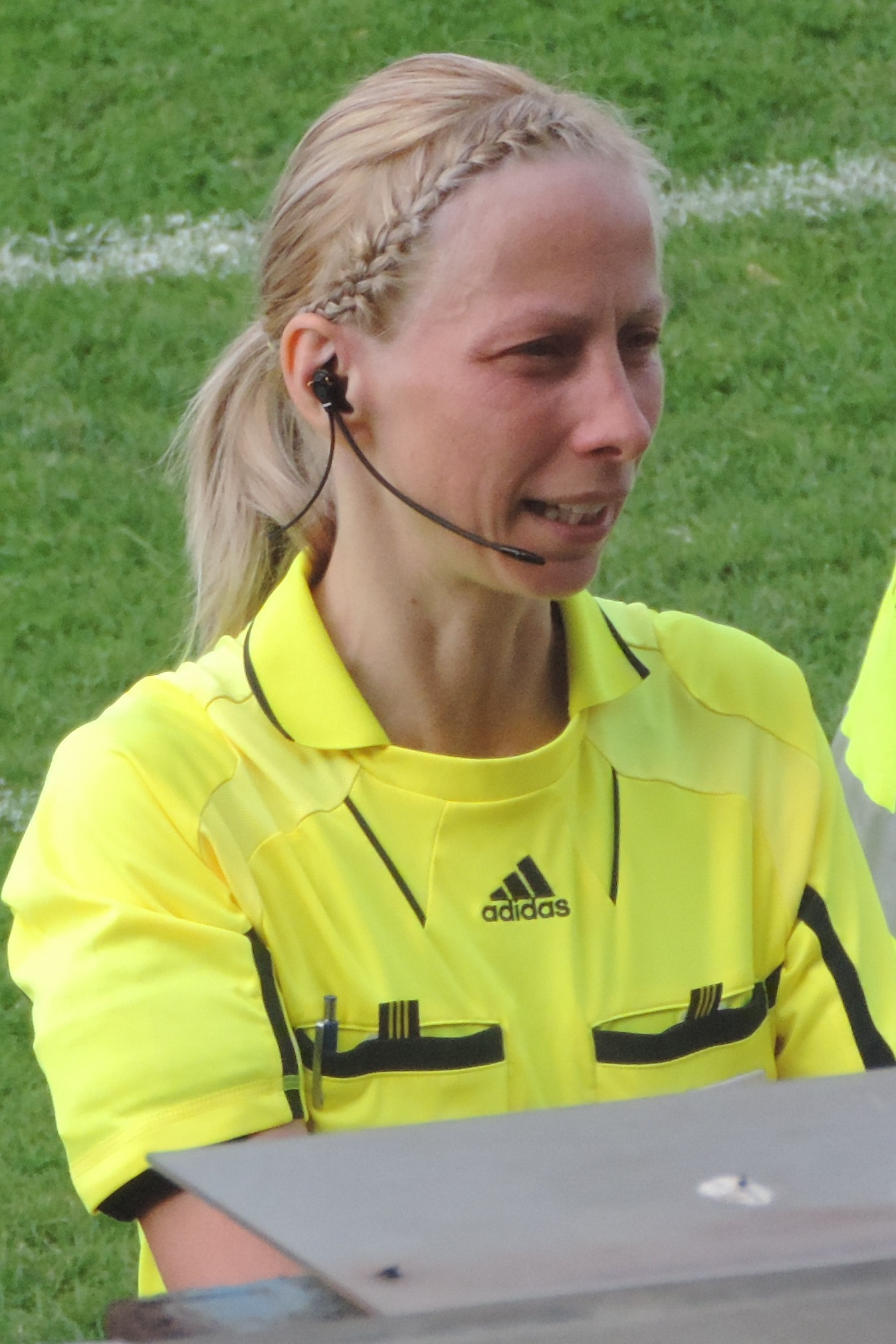

Gyöngyi Krisztína Gaál (* 29. Juni 1975 in Ajka) ist eine ehemalige ungarische Fußballschiedsrichterin. Die langjährige internationale FIFA-Schiedsrichterin ist heute als UEFA-Schiedsrichterbeobachterin aktiv.

## Karriere
Ihre erste internationale Partie leitete Gaál am 1. Juni 2002 mit der Begegnung Rumänien gegen Kroatien.
2005 wurde sie zu ihrem ersten Einsatz bei einer Europameisterschaft der Frauen berufen und leitete dort zwei Partien. Ihre erste Berufung zu einer Weltmeisterschaft der Frauen folgte im Jahr 2007, als sie vier Partien pfiff. Für die nächste Europameisterschaft im Jahr 2009 wurde sie erneut berufen und durfte drei Spiele leiten.
Auch für die Weltmeisterschaft 2011 in Deutschland wurde sie berufen. Dort geriet sie stark in die Kritik, da sie in der Partie Australien gegen Äquatorialguinea ein offensichtliches Handspiel der guineischen Spielerin Bruna im eigenen Strafraum übersah und folglich nicht den fälligen Elfmeter gab.